# Rolf Gysin
Rolf Gysin (ur. 29 stycznia 1952) – szwajcarski lekkoatleta, średniodystansowiec.
Odpadł w półfinale biegu na 800 metrów na igrzyskach olimpijskich w 1972 w Monachium. Na halowych mistrzostwach Europy w 1973 w Rotterdamie odpadł w eliminacjach tej konkurencji, a na halowych mistrzostwach Europy w 1974 w Göteborgu zajął 4. miejsce w finale na tym dystansie. Na mistrzostwach Europy w 1974 w Rzymie zajął 8. miejsce w finale biegu na 1500 metrów. Odpadł w półfinale biegu na 800 metrów i eliminacjach biegu na 1500 metrów na igrzyskach olimpijskich w 1976 w Montrealu.
Zdobył brązowy medal w biegu na 800 metrów na halowych mistrzostwach Europy w 1977 w San Sebastián, przegrywając jedynie z Sebastianem Coe z Wielkiej Brytanii i Erwinem Gohlke z Niemieckiej Republiki Demokratycznej. Na kolejnych halowych mistrzostwach Europy w 1978 w Mediolanie zajął 5. miejsce w tej konkurencji. Zajął 11. miejsce w biegu na 1500 metrów na mistrzostwach Europy w 1978 w Pradze. Zajął 6. miejsce w biegu na 800 metrów na halowych mistrzostwach Europy w 1979 w Wiedniu.
Gysin był mistrzem Szwajcarii w biegu na 800 metrów w latach 1972–1974, 1978 i 1980 oraz w biegu na 1500 metrów w 1975, 1976 i 1979.
Był dwukrotnym rekordzistą Szwajcarii w biegu na 800 metrów do czasu 1:45,97, osiągniętego 20 sierpnia 1975 w Zurychu i jednokrotnym w biegu na 1500 metrów z rezultatem 3:37,7 uzyskanym 24 czerwca 1973 w Aarhus. Były to najlepsze wyniki w jego karierze. Rekord życiowy Gysina w biegu na milę wynosił 3:55,89 (9 lipca 1976 w Zurychu).